# Société éducative Pardada Pardadi
 (juin 2009).
 (mars 2016).
La Pardada Pardadi Educational Society est une organisation non gouvernementale basée à Anoopshahr dans l’État Uttar Pradesh en Inde. Elle est dédiée à l’émancipation économique et sociale des filles et des femmes de cette région pauvre du pays.
Pardada Pardadi se traduit par « arrière-grands-parents ». La phrase Pardada Pardadi est utilisée comme une analogie pour l’ancienne sagesse indienne de la connaissance et éducation qui aide dans le développement de l’individu.

## Vision et mission
La Société éducative Pardada Pardadi espère pouvoir améliorer la qualité de vie des femmes de la campagne, et donc de l’Inde rurale. Elle souhaite faciliter la création d'une société où les femmes prendraient part à la croissance économique de la nation.
Elle a plusieurs missions. Elle forme au moins une fille de chacune des 50 000 familles d’Anoopshahr et crée une société auto-suffisante dans le monde moderne. Elle leur délivre une éducation académique gratuite et un apprentissage dans les métiers du textile. Elle participe à la création d'une société ou tous les enfants auront une chance de s'élever.

## Anoopshahr et Uttar Pradesh
Uttar Pradesh est le plus populeux et le cinquième plus grand État de la République de l’Inde. L’Inde a un faible taux d'alphabétisation de 54,16 %, mais dans l’État d’Uttar Pradesh ce taux tombe à 43,1 % (selon le recensement de 2001). Dans Anoopshahr, le taux d’alphabétisation est plus faible encore – seulement 41 % des femmes savent lire et écrire. Bien que ces chiffres indiquent une amélioration depuis 1991 quand 39,29 % des femmes de l’Inde entière et 24,37 % dans l’Uttar Pradesh savent lire et écrire, le pays est toujours loin derrière la moyenne mondiale de 80 % (en 2000).
L’éducation des filles présente des problèmes particuliers dans cette région car la culture privilégie les garçons et les hommes. Ce favoritisme se reflète dans la proportion des femmes/hommes en Uttar Pradesh : il y a seulement 898 femmes pour 1000 hommes, au niveau national il y a 933 femmes pour 1000 hommes. Chaque jour les filles et les femmes se trouvent face à la discrimination sexuelle sous plusieurs formes qui incluent la fœticide, des inégalités nutritionnelles et économiques et même la violence chez elles et dans la communauté.

## Histoire

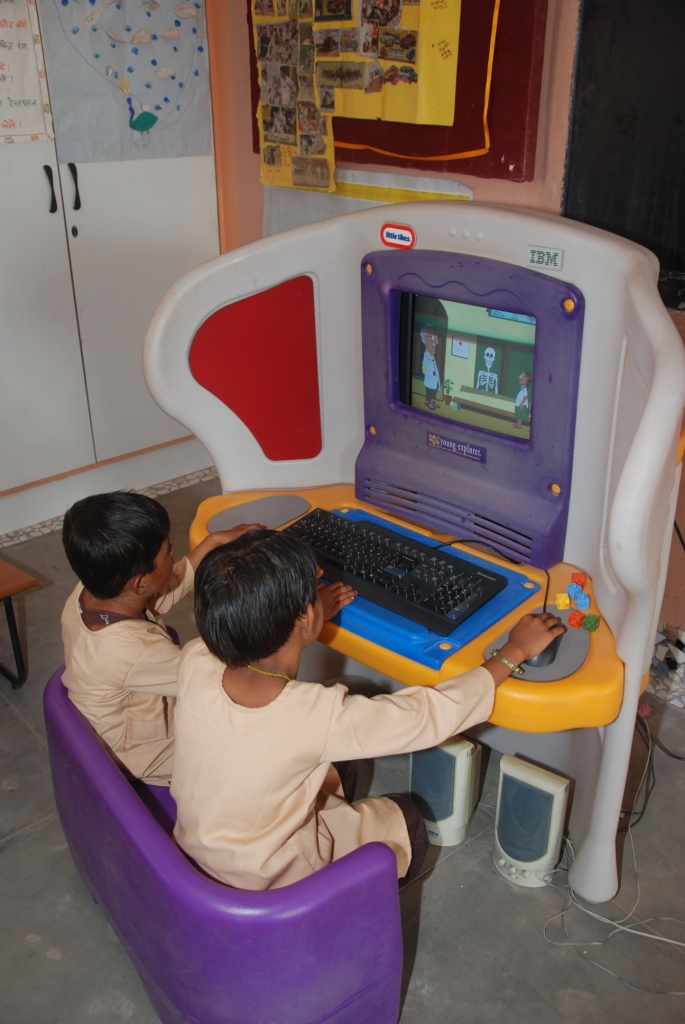
Apprentissage sur ordinateur, école Satya Bharti, 2009

La Société Éducative Pardada Pardadi fondée en 2000 par Virendra (Sam) Singh qui a grandi en Anoopshahr avant de travailler pendant plusieurs années pour DuPont. Dans ce cadre rural, l’organisation Pardada Pardadi travaille pour combattre la discrimination sexuelle qui est très répandue dans la société et pour sortir des filles et leurs familles de la pauvreté. Dans ce but, Pardada Pardadi a développé un programme éducatif et établi l’École de Filles Pardada Pardadi.
En 2000, l’École a commencé avec une inscription de 45 filles des plus pauvres familles de la région ; en 2008, l’inscription est passée à plus de 1000 filles de 43 villes. En 2006, 13 des 14 filles de la première classe à joindre l’école ont réussi leurs examens de dixième année, dont 10 avec des notes de première division. En 2007, Pardada Pardadi, avec le soutien d’Airtel et la Fondation Satya Bharti, a construit deux écoles primaires dans des villages près d’Anoopshahr pour instruire des garçons et des filles jusqu’à la cinquième année. À l'avenir, l’organisation va construire plusieurs écoles primaires dans d’autres villages voisins.

## Assistance communautaire
Depuis la fondation de l’École de Filles Pardada Pardadi, l’organisation a commencé plusieurs autres programmes d’assistance communautaire. Ces efforts incluent des pièces présentées dans les villages par des étudiantes, un programme de construction de toilettes et de camps de santé.
En juillet 2008, Pardada Pardadi a lancé une initiative, appelée « Rags to Pads », pour produire des serviettes hygiéniques abordables. Dans cette pauvre région d’Inde, les femmes doivent souvent utiliser des chiffons sales quand elles ont leurs menstruations et en conséquence tombent souvent malades avec des infections urinaires ou vaginales. D'anciennes étudiantes de l’École sont formées pour faire tourner l’entreprise.